# São Matias (Beja)
 São Matias  ist eine Gemeinde freguesia in Portugal im Landkreis und Bezirk von Beja, mit 70,2 km² Grundfläche mit 513 Einwohnern (Stand 19. April 2021). Dies ergibt eine Bevölkerungsdichte von 7,3 Einwohnern/km².